# Ulen (Minnesota)
Pour les articles homonymes, voir Ulen.
Ulen est une ville américaine située dans le Comté de Clay, dans le Minnesota. Selon le recensement de 2010, sa population est de 547 habitants.